# Гомберт, Николя
Николя Гомбе́рт, также Гомбер (нидерл. Nicolas Gombert; ок. 1495, Ля Горг, близ Лилля? — ок. 1560, Турне) — франко-фламандский композитор, представитель нидерландской школы полифонистов.

## Биография
Сведения о жизни Гомберта скудны. Учился композиции, возможно, у Жоскена Депре (свидетельство Генриха Финка). С 1526 года — певчий в придворной капелле Карла V, которая в 1526—1533 годах (вслед за Карлом) перемещалась по разным городам Испании, Германии, Нидерландов.
С 1529 года капельмейстер в той же капелле (официально — magister puerorum), в связи с чем занимался музыкальным образованием и христианским воспитанием отроков, а также обеспечивал их хозяйственные повседневные нужды. Последнее упоминание о деятельности Гомберта в капелле Карла относится к 1538 году. Далее, по свидетельству Джероламо Кардано, Гомберт был обвинён в растлении «первого мальчика» (хориста капеллы) (pueri principalis) и был послан на галеры, где в кандалах продолжал сочинять «лебединые песни» (cygneas cantiones) в надежде смягчить своего покровителя. Наконец, он удостоился прощения императора (дата освобождения неизвестна), но в служении при дворе отныне ему было отказано. Остаток дней Гомберт провёл безбедно, живя на средства дарованной ему императором пенсии (пребенды) в качестве каноника одной из церквей Турне (canonicus Tornacensis). Поскольку он с тех пор не упоминается в исторических церковных документах, предполагают, что Карл лишил его и права отправлять богослужение. Единственный документ, сохранившийся после осуждения Гомберта,— письмо 1547 года к итальянскому герцогу Гонзаге, содержание которого не добавляет никаких деталей к биографии композитора.

## Творческое наследие
Один из ведущих композиторов «постжоскеновского» поколения, Гомберт работал преимущественно в области церковной вокальной музыки. Главная особенность его техники полифонической композиции — последовательное и активное применение сквозной имитации. Гомберту принадлежат 10 месс, большинство из которых представляют собой примеры мессы-пародии. Кроме того, Гомберт — автор около 160 мотетов (в основном на 4-5 голосов), из которых известны политекстовый «Salve Regina» (с подзаголовком «Diversi diversa orant»), «O musae Jovis» (памяти Жоскена), «Tribulatio et angustia», «Media vita». Также его перу принадлежат 8 магнификатов на каждый из церковных тонов, написанные в alternatim-технике. Из его французских шансон (всего около 70) известны «Je prens congié», «Resveillez vous» (изобретательно имитирующая <наподобие «Пробуждения птиц» К. Жанекена, но более интересная гармонически> пение птиц), «Mille regretz» (на одноимённую шансон Жоскена). Сохранилась также одна пятиголосная испанская песня (кансьон) и один шестиголосный итальянский мадригал.
Полное собрание сочинений Гомберта в 12 томах опубликовано в CMM VI.

## Сочинения
Примечание. Если не указано иное, в скобках дана дата первой публикации.

### Мессы
1. Quam pulchra es, 6v. (1532, на мотет Болдвейна <Bauldeweyn>);
2. Da pacem, 4v. (1532, на cantus planus);
3. Sancta Maria succurre miseris, 4v. (1540, на мотет Ф. Вердело);
4. Media vita, 5v. (1542, на собственный мотет);
5. Sur tous regretz, 5v. (на шансон Жана (Яна) Ришафора; возможно, написана по случаю коронации Карла V 24 февраля 1530);
6. Philomena praevia, 5v. (1542, на мотет Я. Ришафора);
7. Dulcis amica (1556);
8. Je suis desheritée, 4v. (1557, на шансон Люпуса <Lupus> или Кадеака <Cadéac>);
9. Beati omnes, 4v. (на собственный мотет);
10. Tempore paschali, 6v. (раннее сочинение; на cantus planus);

### Другая церковная музыка
1. Credo, 8v.
2. Магнификат первого тона (рукопись 1552 г.);
3. Магнификат второго тона (рукопись 1552 г.);
4. Магнификат третьего и восьмого тонов (рукопись 1552 г.);
5. Магнификат четвёртого тона (рукопись 1552 г.);
6. Магнификат пятого тона (рукопись 1552 г.);
7. Магнификат шестого и первого тонов (рукопись 1552 г.);
8. Магнификат седьмого тона (рукопись 1552 г.);
9. Магнификат восьмого тона (рукопись 1552 г.).

### Мотеты (выборка)
1. Aspice Domine quia facta est, 4v. (1539);
2. Ave regina caelorum, 4v. (1539);
3. Ave sanctissima Maria, 4v. (1539);
4. Dicite in magni, 4v. (1539);
5. Dignare me laudare te, 4v. (1539);
6. Domine pater et Deus vitae meae, 4v. (1539);
7. Domine situ es jube, 4v. (1539);
8. Duo rogavi te Domine, 4v. (1539);
9. Ecce nunc tempus acceptabile, 4v. (1539);
10. Fidelium Deus omnium conditor, 4v. (1539);
11. Fuit homo missus, 4v. (1539);
12. Inter natos mulierum, 4v. (1539);
13. Levavi oculos meos, 4v. (1539);
14. Miserere pie Jesu, 4v. (1539);
15. O gloriosa Dei genitrix, 4v. (1539);
16. O gloriosa domina Dei genitrix, 4v. (1539);
17. Quae est ista, quae processit, 4v. (1539);
18. Quam pulchra es et quam decora, 4v. (1539);
19. Saluto te sancta virgo Maria, 4v. (1539);
20. Salvum me fac Domine, 4v. (1539);
21. Super flumina Babylonis, 4v. (1539);
22. Venite filii, audite me, 4v. (1539);
23. Adonai Domine Jesu Christe, 5v. (1539);
24. Anima mea liquefacta est, 5v. (1539);
25. Anima nostra sicut passer, 5v. (1539);
26. Audi filia et vide, 5v. (1539);
27. Ave Maria, 5v. (1539);
28. Ave mater matris Dei, 5v. (1539);
29. Ave sanctissima Maria, 5v. (1539);
30. Beati omnes qui timent Dominum, 5v. (1539);
31. Domine Deus omnipotens pater, 5v. (1539);
32. Ego flos campi, 5v. (1539);
33. Emendemus in melius, 5v. (1539);
34. Gaudeamus omnes et laetemur, 5v. (1539);
35. Haec dies quam fecit Dominus, 5v. (1539);
36. Hodie beata virgo Maria, 5v. (1539);
37. Inviolata integra et casta, 5v. (1539);
38. Judica me Deus, 5v. (1539);
39. Laus Deo, pax vivis, 5v. (1539);
40. O beata Maria, 5v. (1539);
41. O flos campi, 5v. (1539);
42. Pater noster, 5v. (1539);
43. Tota pulchra es, 5v. (1539);
44. Tribulatio et angustia, 5v. (1539);
45. Tu Deus noster, 5v. (1539);
46. Vias tuas Domine, 5v. (1539);
47. Averte oculos meos, 4v. (1541);
48. Beata Mater et innupta Virgo, 4v. (1541);
49. Cur quisquam corradat opes, 4v. (1541);
50. Domine non secundum peccata nostra, 4v. (1541);
51. Ergo ne vitae quod super est meae, 4v. (1541);
52. Fac tibi mortales, 4v. (1541);
53. Miserere nostri, Deus omnium, 4v. (1541);
54. O Domina mundi, 4v. (1541);
55. Quidquid appositum est, 4v. (1541);
56. Reminiscere miserationum tuarum, 4v. (1541);
57. Salve regina, 4v. (1541);
58. Salve regina / Ave regina / Inviolata, integra et casta es / Alma Redemptoris mater, 4v. (1541);
59. Sancta Maria mater Dei, 4v. (1541);
60. Sancte Alphonse, 4v. (1541);
61. Si ignoras te o pulchra, 4v. (1541);
62. Surge, Petre, 4v. (1541);
63. Vae, vae Babylon, 4v. (1541);
64. Vita, dulcedo, 4v. (1541);
65. Ad te levavi oculos meos, 5v. (1541);
66. Ave regina caelorum, 5v. (1541);
67. Caeciliam cantate pii, 5v. (1541);
68. Cantemus virgini canticum novum, 5v. (1541, авторство оспаривается);
69. Conceptio tua Dei genitrix, 5v. (1541);
70. Confitebimur tibi, Deus, 5v. (1541);
71. Da pacem Domine, 5v. (1541);
72. Hodie nata es virgo Maria, 5v. (1541);
73. Hodie nobis caelorum rex, 5v. (1541);
74. Hortus conclusus es Dei genitrix, 5v. (1541);
75. Ne reminiscaris Domine, 5v. (1541);
76. O adorandum sacramentum, 5v. (1541);
77. O felix Anna, 5v. (1541);
78. O magnum mysterium, 5v. (1541);
79. Patefactae sunt januae caeli, 5v. (1541);
80. Sit Trinitati sempiterna gloria, 5v. (1541);
81. Surge, Petre, 5v. (1541);
82. Veni dilecta mea, 5v. (1541);
83. Veni electa mea, 5v. (1541, написан по случаю бракосочетания Карла V с Изабеллой Португальской в 1526);
84. Venite ad me omnes, 5v. (1541).
85. O Jesu Christe, 8v. (1568 = шансон «Que ne l’aymeroit»);
86. O musae Jovis, 6v. (1545, памяти Жоскена);
87. Regina caeli, 12v. (1534);
88. Sustinuimus pacem, 8v. (= шансон «Je prens congié»)
89. Tulerunt Dominum, 8v. (1552 = шансон «Je prens congié»);

### Шансон (выборка)
1. A bien grand tort 4v. (1538)
2. Alleluya my fault chanter 4v. (ca. 1528)
3. Amours vous me faictes 4v. (1533)
4. Amys souffrez 5v. (1550)
5. A quoy tient-il 4v. (1531)
6. A traveil suis 6v. (1544)
7. Aultre que vous 4v. (1535)
8. Ayme qui vouldra 5v. (1544)
9. Celluy a qui mon cueur 4v. (1535)
10. Celluy qui est long 3v. (1560)
11. C’est à grand tort 4v. (1544)
12. Crainte et espoir 4v. (1552)
13. D’en prendre deux 4v. (1557)
14. D’estre amoureux 4v. (1552)
15. Dieu me fault il 5v. (1550, авторство оспаривается)
16. En attendant l’espoir 6v. (1545)
17. En aultre avoir 4v. (1534)
18. En douleur et tristesse 6v. (1550)
19. En l’ombre d’ung buissonet 6v. (1540)
20. Gris et tanne 4v. (1530)
21. Hors envieulx 4v. (1536)
22. Jamais je n’euz tant 4v. (1534, авторство оспаривается)
23. J’ay congé prins 4v. (1534)
24. J’ay eu congé 4v. (1544)
25. J’aymeray qui m’aymera 4v. (1533)
26. Je ne scay pas 5v. (1544)
27. Je prens congié, 8v. (= мотетам «Sustinuimus pacem», «Tulerunt Dominum»)
28. Je suis trop jeunette 5v. (1550)
29. Joyeulx vergier 4v. (1544)
30. Laine et travéil 6v. (?)
31. Le bergier et la bergiere 5v. (1544)
32. Mille regretz 6v. (1540, на одноимённую шансон Жоскена)
33. Mon coeur elist 4v. (1541)
34. Mon pensement ne gist 4v. (1550)
35. Mort et fortune 4v. (1538)
36. Nesse pas chose dure 5v. (1544)
37. O doulx regretz 4v. (1549)
38. O malheureuse journee 5v. (1550)
39. Or escoutez gentil veneurs 4v. (1545, сцена охоты на зайца)
40. Or suis-je prins 4v. (1544)
41. Par ung regard 3v. (1569)
42. Pleust a Dieu quil fust 3v. (1560)
43. Pleust a Dieu 6v. (1544)
44. Plus de Venus 4v. (1552)
45. Pour parvenir bon pied 4v (1543, авторство оспаривается)
46. Puis qu’ainsi est 4v. (I) (1544)
47. Puis qu’ainsi est 4v. (II) (1544)
48. Quant je suis au prez de mamye 5v. (1544)
49. Qui ne l’aymeroit (= мотету «O Jesu Christe») 8v. (1540)
50. Raison le veult 4v. (1549)
51. Raison me dict 4v. (1552)
52. Raison requirt amour 6v. (1550)
53. Regret enny traveil 5v. (авторство оспаривается)
54. Resveillez vous cueurs endormis 3v. (1545, с имитацией пения птиц)
55. Secourez moy madame 5v. (1544)
56. Se dire je losoye 5v. (1544, авторство оспаривается)
57. Se le partir m’est dueil 4v. (1544)
58. Si le secours 4v. (1544)
59. Souffrir me convient 5v. (1544)
60. Tant bien party 3v. (1569)
61. Tant de traveil 4v. (1541)
62. Tousiours souffrir 5v. (1550)
63. Tous les regretz 6v. (1544)
64. Triste depart m’avoit 5v. (1544, авторство оспаривается)
65. Trop endurer 5v. (1550)
66. Tu pers ton temps 4v. (1535)
67. Ung jour viendra 5v. (1443)
68. Vous estes trop jeune 4v. (1538)